# Orconte (río)
El Orconte es un río en Francia que corre en el departamento de Marne en la región de Grand Est.
Nace en el área forestal Forêt Domaniale de Trois-Fontaines en el municipio de Trois-Fontaines-l’Abbaye, desagua generalmente en dirección oeste y desemboca en el Marne como afluente derecho después de unos 31 kilómetros en el municipio de Frignicourt.
En los tramos inferiores, el Orconte cruza el Canal entre Champagne et Bourgogne, que acompaña al Marne como canal lateral.